# جو آکروید
جو آکروید (انگلیسی: Joe Ackroyd؛ زادهٔ ۶ سپتامبر ۲۰۰۲) بازیکن فوتبال است.